# Hinojosa del Campo
Hinojosa del Campo è un comune spagnolo di 43 abitanti situato nella comunità autonoma di Castiglia e León.

## Storia

### Simboli
Lo stemma e la bandiera sono stati approvati il 7 agosto 2020.
Stemma
Lo scudo timbrato da corona reale spagnola.»
Il finocchio (in spagnolo hinojo) fa riferimento al nome del comune.
Bandiera
con lo stemma comunale in quella centrale.»